# ده‌نو (کاکاشرف)
ده‌نو روستایی در دهستان کاکاشرف بخش مرکزی شهرستان خرم‌آباد استان لرستان ایران است.

## جمعیت
بر پایه سرشماری عمومی نفوس و مسکن در سال ۱۳۹۵ جمعیت این روستا ۱۱۲ نفر (۳۱خانوار) بوده‌است.